# Elizabeth (Pennsylvania)
Elizabeth  è una borough degli Stati Uniti d'America, nella contea di Allegheny nello Stato della Pennsylvania. Secondo il censimento del 2000 la popolazione è di 1.609 abitanti.

## Società

### Evoluzione demografica
La composizione etnica vede una prevalenza della razza bianca (94,84%), seguita da quella afroamericana (3,60%), dati del 2000.
| borough di Elizabeth Popolazione |       |
| 2000                             | 1.609 |
| Stima al 2009                    | 1.441 |